# Heterodera delvii
Heterodera delvii — вид паразитичних нематод родини Гетеродерові (Heteroderidae) ряду Тиленхіди (Tylenchida). Ця нематода є шкідником  дагуси (Eleusine coracana), рослини родини Тонконогові (Poaceae), яка є важливою зерновою культурою Індії. Утворює на листі лимоноподібні цисти коричневого кольору. Інвазійний вид.